# Решетник, Григорий Иванович
Григо́рий Ива́нович Реше́тник (укр. Григорій Іванович Решетнік; род. 17 октября 1983, Николаев, УССР) — украинский телеведущий, актёр, режиссёр, диктор, шоумен и общественный деятель.
Ведущий программ «Невероятная правда о звездах» (соведущая Анна Свиридова, 2010—2011), Надежда Мейхер (2011—2014) на телеканале СТБ, шоу «Холостяк» телеканал СТБ, пост-шоу «Как выйти замуж» телеканал СТБ. Бренд-голос телеканалов «Интер» (2006—2007), «1+1» (2007—2009), «2+2» (2009—2010) и радиостанции «Наше Радио» (2010—2011). Диктор проектов и программ «Танцы со звёздами» 1, 2, 3 сезоны (2006—2007 годы) телеканал «1+1»; «Дольчевита» (2009), «Файна Юкрайна» (2010), «ШоуМания» (2014) телеканал «Новый канал»; «Под прицелом» (2009—2010), «Чудо Люди» (2010), «СТОП10» (2010) телеканал ICTV; «Параллельный мир» (2007—2012), «Мосфильм. Неизвестная версия» (2008—2010), «В поисках истины» (2008—2011), «Моя правда» (2008—2014), шоу «Холостяк» 1, 2, 3, 4 сезоны (2012—2014), «Спасите нашу семью» (2013), «Зважені та щасливі» 3, 4 сезон (2013—2014), «МастерШеф» 3, 4 сезон (2013—2014), «Невероятная правда о звездах» (2010—2014) телеканал СТБ.

## Биография
Григорий Решетник родился 17 октября 1983 года в Николаеве (Украина) в семье Ивана Григорьевича Решетника и Ольги Викторовны Решетник.
Отец работал телефонным мастером, мать — товароведом.
5 сентября 1988 года в семье Решетников родилась дочь Екатерина — младшая сестра Григория.
С детства Григорий начал демонстрировать творческие способности, и в 11 лет родители отдали сына в коллектив народного танца «Трыцвит», а с 16 лет Григорий начал развивать и совершенствовать свои актёрские способности в театральной студии при городском Доме творчества.
В 2001 году юноша поступил в Николаевский филиал Киево-Могилянской академии (10 декабря 2008 года учебное заведение было переименовано в Черноморский государственный университет имени Петра Могилы) на факультет «Финансы». Однако после года учёбы Решетник оставил университет и переехал в столицу. В 2002 году он сдал на «отлично» творческие вступительные экзамены и поступил на первый курс Института «Кино и телевидения» Киевского национального университета культуры и искусств.
В 2007 году Григорий с отличием окончил КНУКиИ, получив красный диплом магистра, а в 2009 году поступил в аспирантуру того же учебного заведения.

### Карьера
Телепроекты
- 2005 — ведущий и журналист просветительских проектов « У нас все выйдет», «Этот день в истории», телеканал «Первый национальный»
- 2006 — журналист пресс-службы политической партии
- 2006—2007 — бренд-голос телеканала «Интер»
- 2006—2007 — диктор проекта «Танцы со звездами», «Танцы со звездами 2», «Танцы со звездами 3». Лига чемпионов", телеканал «1+1»
- 2006—2009 — ведущий утренней рубрики «Под ключ», программа «Утро с „1+1“»
- 2007—2009 — бренд-голос телеканала «1+1»
- 2007—2012 — диктор программы «Параллельный мир», телеканал «СТБ»
- 2008 — режиссёр майданчика проекта «Фабрика звезд 2. Украина», телеканал «Новый канал»
- 2008—2010 — диктор программы «Мосфильм. Неизвестная версия», телеканал «СТБ»
- 2008—2011 — диктор программы «В поисках истины», телеканал «СТБ»
- 2008—2014 — диктор программы «Моя правда», телеканал «СТБ»
- 2009 — диктор программы «Дольчевита», телеканал «Новый канал»
- 2009 — диктор программы «Катастрофы», телеканал «1+1»
- 2009—2010 — бренд-голос телеканала «2+2»
- 2009—2010 — диктор программы «Под прицелом», телеканал «ICTV»
- 2010 — диктор программы «Чудо люди», телеканал «ICTV»
- 2010 — диктор программы «Стоп 10», телеканал «ICTV»
- 2010—2011 — бренд-голос радиостанции «Наше радио»
- 2010—2011 — диктор программы «Файна Юкрайна», телеканал «Новый канал»
- 2010—2014 — ведущий и диктор программы «Невероятная правда о звездах», (соведущая Анна Свиридова (2010—2011 гг.), Надежда Мейхер (2011—2014 гг.)), телеканал"СТБ"
- 2012—2014 — ведущий и диктор шоу «Холостяк. 2 сезон», «Холостяк. 3 сезон», «Холостяк. 4 сезон», телеканал «СТБ»
- 2012 — ведущий финального пост-шоу « Как выйти замуж», телеканал «СТБ»
- 2013 — диктор программы «Спасите нашу семью», телеканал «СТБ»
- 2013—2014 — диктор программы «Зважені та щасливі. 3 и 4 сезон», телеканал «СТБ»
- 2013—2014 — диктор программы «МастерШеф. 3 и 4 сезон», телеканал «СТБ»
- 2014 — диктор программы «ШоуМания», телеканал «Новый канал»

Диктор програми,, Супер Мама,, 
Фильмография
- 2006 — «Мы о вас помним» (роль — солдат), телеканал «Интер»
- 2013 — сериал «Ефросиния» (роль — режиссёр), телеканал «Украина», телеканал «Россия»

Церемонии
- 2008, 2010 — официальный голос народной премии «Телезвезда», телевизионная трансляция — телеканал «1+1», телеканал «Украина»
- 2010—2011 — официальный голос общенациональной программы «Человек года», телевизионная трансляция — телеканал «Первый национальный»
- 2012 — ведущий общенациональной программы «Человек года» (соведущий Юрий Горбунов), телевизионная трансляция — телеканал «Первый национальный»
- 2013 — ведущий «Вечер памяти Михаила Воронина» (соведущий Алексей Дивеев-Церковный), телевизионная трансляция — телеканал «Первый национальный»